# Science-Fiction-Jahr 1839
Übersicht

◄◄ | ◄ | 1835 | 1836 | 1837 | 1838 | Science-Fiction-Jahr 1839 | 1840 | 1841 | 1842 | 1843 | ► | ►►

Weitere Ereignisse

## Neuerscheinungen Literatur
| Deutscher Titel                        | Deutschsprachiges Erscheinungsjahr | Originaltitel                          | Autor           | Anmerkungen                                                                       |
| -------------------------------------- | ---------------------------------- | -------------------------------------- | --------------- | --------------------------------------------------------------------------------- |
| Die Unterredung von Eiros und Charmion |                                    | The Conversation of Eiros and Charmion | Edgar Allan Poe | Totengespräch, in dem es auch um die Zerstörung der Erde durch einen Kometen geht |

## Geboren
- Oskar Justinus († 1893)
- Rudolf Elcho († 1923)
- Richard C. Michaelis († 1909)
- August Niemann († 1919)
- Franz Treller († 1908)